# Ascurisoma striatipes
Ascurisoma striatipes är en spindelart som först beskrevs av Simon 1897.  Ascurisoma striatipes ingår i släktet Ascurisoma och familjen krabbspindlar. Inga underarter finns listade i Catalogue of Life.